# 마이클 쇼버
마이클 P. 쇼버(영어: Michael P. Shawver, 1984년/1985년 출생)는 미국의 영화 편집자로, 라이언 쿠글러 감독과 오랫동안 협력한 것으로 알려져 있다. 서던캘리포니아 대학교 영화 예술 학교에서 만난 후, HBO에서 방영된 단편 "Fig"를 포함하여 쿠글러의 학생 영화 편집을 시작했다. 이어서 쿠글러의 주요 장편 영화인 오스카 그랜트의 어떤 하루(2013), 크리드(2015), 블랙 팬서(2018), 그리고 블랙 팬서: 와칸다 포에버(2022)를 공동 편집했다. 이들의 협력은 2025년 영화 씨너스: 죄인들로 이어져 15년간의 파트너십을 기록했다. 쿠글러와의 작업 외에도 콰이어트 플레이스 2(2020), 어니스트 씨프(2020), 블랙라이트(2022), 애비게일(2024) 등 다양한 장편 영화를 편집했다.

## 어린 시절과 교육
1984년/1985년경에 태어나 노스프로비던스에서 자랐다. 그레이스톤 초등학교와 포나가셋 고등학교를 다녔다. 로드아일랜드 대학교에 진학하여 커뮤니케이션 연구를 전공했다. 2007년에 로드아일랜드 대학교를 졸업했고, 그 후 로스앤젤레스에 있는 서던캘리포니아 대학교 영화 예술 학교에서 미술학 석사 과정에 등록했다. 2009년 연출 수업에서 라이언 쿠글러를 만났고, 쿠글러가 제작 중인 단편 영화에 대해 알게 된 후 편집을 돕겠다고 자청했다. HBO에서 방영된 "Fig"를 포함한 쿠글러의 학생 영화들을 편집했다. 2012년에 미술학 석사 과정을 마쳤다.

## 경력
쇼버의 첫 번째 장편 영화 편집자 크레딧은 쿠글러가 클라우디아 카스텔로와 함께 첫 장편 영화 오스카 그랜트의 어떤 하루 작업을 시작했을 때 얻었다. 쿠글러는 쇼버를 영입했고, 카스텔로와 팀으로 작업했다. 두 사람은 쿠글러의 다음 작품인 크리드에서도 다시 편집자로 협력했다. 쿠글러의 세 번째 장편 영화 블랙 팬서에서는 쇼버가 데비 버먼과 팀을 이루어 500시간이 넘는 분량의 푸티지를 편집했다. 버먼은 2017년 영화 스파이더맨: 홈커밍의 편집자 중 한 명이었기 때문에 그녀에게서 편집 시 시각 효과를 다루는 방법을 배웠다.
2025년 영화 씨너스: 죄인들에서 쿠글러와 다시 협력했으며, 이후 쿠글러는 그들의 15년간의 파트너십에 대해 쇼버를 인정했다.

## 필모그래피
| 연도                | 제목                      | 비고                                 | Ref.   |
| ------------------- | ------------------------- | ------------------------------------ | ------ |
| 2013                | 오스카 그랜트의 어떤 하루 | 클라우디아 카스텔로와 공동 편집      | [ 10 ] |
| 2014                | 텔                        |                                      | [ 11 ] |
| 2014                | 워렌                      |                                      | [ 11 ] |
| 2015                | 4th 맨 아웃               |                                      | [ 12 ] |
| 2015                | 크리드                    | 클라우디아 카스텔로와 공동 편집      | [ 10 ] |
| 2017                | 모든 여름의 끝            |                                      | [ 11 ] |
| 2017                | 더티 댄싱                 |                                      | [ 13 ] |
| 2018                | 블랙 팬서                 | 데비 버먼과 공동 편집                | [ 14 ] |
| 2019                | 고질라: 킹 오브 몬스터    | 추가 편집자로 명시                   | [ 15 ] |
| [[rowspan=2 \| 2020 | 콰이어트 플레이스 2]]     | 2021년 상업 개봉                     | [ 10 ] |
| 어니스트 씨프       |                           | [ 11 ]                               |        |
| 2022                | 블랙라이트                |                                      | [ 11 ] |
| 2022                | 블랙 팬서: 와칸다 포에버  | 켈리 딕슨 및 제니퍼 레임과 공동 편집 | [ 16 ] |
| 2024                | 애비게일                  |                                      | [ 17 ] |
| 2025                | 씨너스: 죄인들            |                                      | [ 8 ]  |